# Wide Field Infrared Explorer
Le Wide Field Infrared Explorer (WIRE) est un petit télescope spatial infrarouge de la NASA développé dans le cadre du programme Explorer. Il est placé sur une orbite héliosynchrone entre 409  et   426 kilomètres le 5 mars 1999 par un lanceur Pegasus XL. À la suite d'une erreur de conception, le liquide réfrigérant permettant les observations dans l'infrarouge est perdu. La mission est néanmoins poursuivie mais avec des objectifs différents et moins ambitieux. La mission s'achève le 10 mai 2011 lorsque l'engin spatial se désintègre en rentrant dans l'atmosphère terrestre.

## Objectifs scientifiques
La mission de WIRE est de balayer en quatre mois l'ensemble du ciel en mettant l'accent sur les galaxies à sursaut de formation d'étoiles et les protogalaxies.

## Développement
L'équipe de recherche responsable du télescope est basée au Infrared Processing and Analysis Center (IPAC) de Pasadena en Californie. L'intégration, les tests et les opérations sont placées sous la responsabilité du Goddard Space Flight Center dans le Maryland. Le télescope est construit et assemblé par Space Dynamics Laboratories en Utah.

## Caractéristiques techniques
La partie optique de WIRE est un télescope Ritchey-Chrétien d'un diamètre de 30 cm et avec un champ de vue de 33 x 33 minutes d'arc. Il observe le rayonnement lumineux dans l'infrarouge moyen (12 et 25 µm).

## Déroulement de la mission

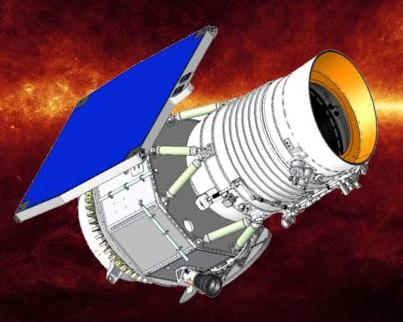
Dessin concept du Wide Field Infrared Explorer (WIRE).

À la suite d'une erreur de conception de l'électronique de l'engin, le couvercle protégeant l'optique est ouvert prématurément, alors que le télescope vient tout juste d'être mis en orbite. L'hydrogène à l'état solide chargé de refroidir les capteurs du télescope, exposé à la lumière de la Terre vers laquelle l'optique pointe dans cette phase du vol, entre en ébullition. Il s'évapore de manière brutale en imprimant un mouvement de rotation rapide (60 tours par minute) au satellite. Après l'évaporation de tout l'hydrogène, le système de contrôle d'attitude du satellite stabilise le télescope mais la mission initiale ne peut être accomplie. Pour rentabiliser en partie le télescope, dont le coût de développement s'élève à 73 millions de dollars américains, le satellite est reconverti dans une mission d'astérosismologie (étude de l'oscillation des étoiles). La mission primaire de WIRE est remplie par le télescope WISE lancé fin 2009. Le satellite WIRE rentre dans l'atmosphère terrestre le 10 mai 2011 vers 07 h 00 TU.